# Sousândrade
Sousândrade, pseudonimo di Joaquim de Sousa Andrade (Guimarães, 9 luglio 1833 – São Luís, 21 aprile 1902), è stato un poeta brasiliano.
Laureatosi in lettere alla Sorbona, viaggiò a lungo per le repubbliche dell'America centrale e meridionale, per poi stabilirsi negli Stati Uniti. Negli ultimi anni tornò in patria come professore di greco.
L'originalità poetica di Sousândrade risulta già dal primo libro, Arpe selvagge (Harpas selvagens, 1857), raccolta di liriche ispirate a una metafisica esistenziale che ha i suoi modelli in Friedrich Hölderlin e in Novalis.
Ma più importante è il poema in tredici canti L'indio errante (Guesa errante. 1884), che narra le peregrinazioni di un indio e il suo approdo finale a New York: nella baraonda di Wall Street, rappresentata come una Sodoma e Gomorra dell'oro, a contatto di questa esplosione demoniaca in cui si mescolano voci di lingue diverse (americane, francesi. spagnole, portoghesi), egli prende coscienza della propria identità india, totalmente estranea al mondo dei colonizzatori. L'opera, frammentaria e a struttura aperta, ricca di invenzioni lessicali e di audacie ritmiche, prelude alle esperienze del modernismo.

## Opere
- Harpas Selvagens (1857)
- Guesa (1871)
- Novo Éden (1893)